# Chasminodes aino
Chasminodes aino är en fjärilsart som beskrevs av Shigero Sugi 1956. Chasminodes aino ingår i släktet Chasminodes och familjen nattflyn. Inga underarter finns listade i Catalogue of Life.